# Index-Calculus-Algorithmus
Der Index-Calculus-Algorithmus ist ein Algorithmus zur Berechnung des diskreten Logarithmus.
{\displaystyle x=\log _{\alpha }\beta }

## Vorgehensweise
Es sei {\displaystyle G} eine endliche zyklische Gruppe der Ordnung {\displaystyle n}, die durch {\displaystyle \alpha } erzeugt wird.

Es sei {\displaystyle S=\{p_{1},p_{2},...,p_{t}\}} (die Faktorbasis) eine Untermenge von {\displaystyle G} mit der Eigenschaft, dass ein bedeutender Teil der Gruppenelemente sich als Produkt der Elemente in {\displaystyle S} schreiben lässt.

### 1. Schritt
Es wird eine Zufallszahl {\displaystyle a} gewählt und versucht {\displaystyle \alpha ^{a}} als Produkt der Elemente aus der Faktorbasis {\displaystyle S} zu schreiben:

{\displaystyle \alpha ^{a}=\prod \limits _{i=1}^{t}p_{i}^{\lambda _{i}}}
Wenn eine entsprechende Darstellung gefunden wurde, kann eine lineare Kongruenz gebildet werden.

{\displaystyle a\equiv \sum \limits _{i=1}^{t}\lambda _{i}\log _{\alpha }p_{i}\mod n}
Wenn eine genügend große Anzahl ({\displaystyle \geq t}) an Relationen gefunden wurde, kann erwartet werden, dass das zugehörige lineare Gleichungssystem eine eindeutige Lösung für die Unbekannten {\displaystyle \log _{\alpha }p_{i}} mit {\displaystyle 1\leq i\leq t} besitzt.

### 2. Schritt
In diesem Schritt werden die individuellen Logarithmen in {\displaystyle G} berechnet.
{\displaystyle \beta \in G} ist gegeben.
Es werden solange Zufallszahlen {\displaystyle s} gewählt, bis {\displaystyle \alpha ^{s}\beta } sich als Produkt von Elementen aus {\displaystyle S} schreiben lässt:

{\displaystyle \alpha ^{s}\beta =\prod \limits _{i=1}^{n_{t}}p_{i}^{b_{i}}}

Es gilt:

{\displaystyle \log _{\alpha }\beta =\sum \limits _{i=1}^{t}b_{i}\log _{\alpha }p_{i}-s\mod n}